# Дискография группы «Любэ»
Дискография российской группы «Любэ» состоит из двух магнитоальбомов, десяти студийных альбомов, трёх концертных альбомов, двенадцати сборников, одного DVD, двух фильмов и восемнадцати музыкальных клипов.
Первый альбом был выпущен в 1989 году, последний студийный альбом группы записан в 2015 году. Эволюция творчества группы зримо отражает изменения российской политики и культуры этого периода. По мнению музыкального критика журнала «Афиша» Владимира Завьялова, творческий путь группы представляет собой маршрут «от люберов в гимнастерках до самой государственной группы в стране». Борис Барабанов в 2015 году в «Коммерсанте» пишет: «Если 25 лет назад, когда появились „Батька Махно“ и „Атас“, „Любэ“ выглядели абсолютным постмодерном, лубком на тему уходящей символики, то с годами песни все больше срастались с действительностью и в какой-то момент „Любэ“ стали ярким примером того, как жизнь подражает искусству.»

## Альбомы

### Студийные альбомы
| Год  | Название                         | Лейбл                              |
| ---- | -------------------------------- | ---------------------------------- |
| 1989 | Атас                             | Продюсерский центр Игоря Матвиенко |
| 1992 | Кто сказал, что мы плохо жили..? | Продюсерский центр Игоря Матвиенко |
| 1994 | Зона Любэ                        | Продюсерский центр Игоря Матвиенко |
| 1996 | Комбат                           | Продюсерский центр Игоря Матвиенко |
| 1997 | Песни о людях                    | Продюсерский центр Игоря Матвиенко |
| 2000 | Полустаночки                     | Продюсерский центр Игоря Матвиенко |
| 2002 | Давай за…                        | Продюсерский центр Игоря Матвиенко |
| 2005 | Рассея                           | Продюсерский центр Игоря Матвиенко |
| 2009 | Свои                             | Продюсерский центр Игоря Матвиенко |
| 2015 | За тебя, Родина-мать!            | Продюсерский центр Игоря Матвиенко |

### Концертные альбомы
| Год  | Название                             | Лейбл                              |
| ---- | ------------------------------------ | ---------------------------------- |
| 1998 | Концертная программа «Песни о людях» | Продюсерский центр Игоря Матвиенко |
| 2002 | Юбилей. Лучшие песни                 | Продюсерский центр Игоря Матвиенко |
| 2007 | В России                             | Продюсерский центр Игоря Матвиенко |

### Сборники
| Год        | Название                                     | Лейбл                                           |
| ---------- | -------------------------------------------- | ----------------------------------------------- |
| 1994       | Лучшие песни. Лучшие годы                    | Продюсерский центр Игоря Матвиенко              |
| 1997       | Собрание сочинений                           | Продюсерский центр Игоря Матвиенко              |
| 2001       | Собрание сочинений. Том 2                    | Продюсерский центр Игоря Матвиенко              |
| 2004       | Ребята нашего полка                          | Продюсерский центр Игоря Матвиенко              |
| 2008       | Собрание сочинений. Том 3                    | Продюсерский центр Игоря Матвиенко              |
| 2008       | Новая коллекция. Лучшие песни — Часть 1      | Монолит                                         |
| 2008       | Новая коллекция. Лучшие песни — Часть 2      | Монолит                                         |
| 2008       | Grand Collection                             | Продюсерский центр Игоря Матвиенко/ КВАДРО-Диск |
| 2010       | Новое и лучшее. Star Hit-Звездная коллекция  | Продюсерский центр Игоря Матвиенко/ CD LAND     |
| 2012       | Лучшие песни 1989—2012 (3 CD)                | Продюсерский центр Игоря Матвиенко              |
| 2012       | 55                                           | Продюсерский центр Игоря Матвиенко              |
| 2015, 2018 | Лучшие песни 1989—2015 (3 CD, переиздание +) | Продюсерский центр Игоря Матвиенко              |
| 2022       | Своё                                         | Продюсерский центр Игоря Матвиенко              |
| 2025       | 35. Всё опять начинается… (Трибьют-альбом)   |                                                 |

### DVD альбомы
- Любэ. Юбилей (2007)

### Внеальбомные песни
| Год  | Название                                                                                  |
| ---- | ----------------------------------------------------------------------------------------- |
| 1997 | Есть только миг (из к/ф «Земля Санникова») (муз. А. Зацепина, сл. Л. Дербенёва)           |
| 1998 | Засентябрило (с С. Ротару) (муз. В. Матецкого, сл. Е. Небыловой)¹                         |
| 1998 | Граница (из к/ф «Горячая точка») (муз. Е. Крылатова, сл. А. Панкратова-Чёрного)           |
| 1998 | You are in the Army Now (из репертуара гр. «Status Quo»)                                  |
| 1999 | Я вспоминаю (из репертуара Ю. Антонова) (муз. Ю. Антонова, сл. Л. Фадеева)                |
| 2000 | Такая работа (из т/с «Каменская» и «Такая работа»)                                        |
| 2002 | Чукча в Бразилии (с гр. Иванушки International (муз. И. Матвиенко, сл. И. Сорина)         |
| 2003 | Я не подарил тебе… (из т/с «Next 3») (муз. и сл. А. Погадаева)                            |
| 2003 | Домой (из репертуара гр. «Секрет»)                                                        |
| 2003 | Т-34 (муз. О.Макина, сл. А.Шаганова)                                                      |
| 2005 | Лебединый рай (из т/с «Лебединый рай») (сл. А. Митта)                                     |
| 2006 | Думы окаянные                                                                             |
| 2007 | Губит людей не пиво (из к/ф «Не может быть!») (муз. А. Зацепина, сл. Л. Дербенёва)        |
| 2008 | Русским Героям посвящается… (из к/ф «Господа офицеры: Спасти императора»)                 |
| 2008 | Сталевары России, из одноимённого т/с (муз. А. Укупника, сл. К. Крастошевского)           |
| 2008 | Всё будет как надо (с гр. Встречный бой и офицерами группы Альфа)                         |
| 2009 | А заря (с Д. Дюжевым и С. Безруковым) (из х/ф «Каникулы строгого режима»)²                |
| 2009 | На тихих берегах Москвы                                                                   |
| 2010 | Дороги разлуки (из т/с «Маршрут милосердия»)                                              |
| 2011 | Другая жизнь (из т/с «Семейный детектив») (муз. и сл. И. Духовного)                       |
| 2011 | Пыльная работа (из т/с «Пыльная работа») (муз. и сл. И. Духовного)                        |
| 2012 | Больше не встречу (из репертуара гр. «Карнавал») (муз. В. Матецкого, сл. И. Кохановского) |
| 2013 | Долго (с Л. Соколовой) (муз. И. Матвиенко, сл. О. Ровной)                                 |
| 2013 | Не позволь мне погибнуть (из репертуара Л. Агутина)                                       |
| 2013 | Красная Армия всех сильней!                                                               |
| 2013 | Возвращение (муз. В. Ткаченко, сл. М. Гуцериева)                                          |
| 2014 | Последнее письмо (муз. С. Ревтова, сл. М. Гуцериева)                                      |
| 2015 | Шофёрша (из к/ф «Торпедоносцы»)                                                           |
|      | Гимн ЕЭС (муз. М.Минкова, сл. П. Синявского)                                              |
|      | Горняк России                                                                             |
|      | Город навеки единственный                                                                 |
|      | Ищите                                                                                     |

¹ Песня «Засентябрило», действительно, была записана Софией Ротару в дуэте с Николаем Расторгуевым под аккомпанемент музыкантов группы «Любэ» и в сотрудничестве с Александром и Вячеславом Протченко, и, с тех пор, входит в репертуар Софии Михайловны Ротару. Официально была издана в альбоме Софии Ротару 1998 года «Люби меня» треком № 6.
² Внеальбомный вариант песни «А заря», специально записанный вокальным трио с Николаем Расторгуевым, Сергеем Безруковым и Дмитрием Дюжевым для х/ф «Каникулы строгого режима», официально был издан «Продюсерским центром И. Матвиенко» в 2012 году на сборнике «Лучшие песни 2001—2012» (трек № 20) в составе издания из 3-ёх CD «Лучшие песни 1989—2012». Данный релиз был официально переиздан в 2015 году под названием «Лучшие песни 1989—2015» с добавлением одного бонус-трека.

## Фильмы (саундтреки)

### Фильмы группы "Любэ"
- Вся власть Любэ — фильм-концерт группы «Любэ» 1991 года, профинансированный фирмой «ЛИС’С». Концерт проходил в НСК «Олимпийский».

- Зона Любэ — музыкальная драма 1994 года, рассказывает и поет «о любви и разлуке, о тюрьме и свободе. Идет концерт на зонах и в тюрьмах, его слушают герои фильма: заключенные и охранники, мужчины, женщины, подростки». В фильме звучат песни «Белый лебедь», «Сирота казанская», «Конь», «Луна», «На воле», «Младшая сестрёнка», «Давай-наяривай», «Ты прости меня, мама», «Дорога» и «Бабу бы» в исполнении Николая Расторгуева и группы ЛЮБЭ.

### Использование песен в саундтреках
В фильмах и сериалах "Любэ" исполняет как песни со старых альбомов, так и новые, специально записанные.
- В фильме «Муж собаки Баскервилей» (СССР, 1990) звучит песня «Медовый месяц» в исполнении Николая Расторгуева и группы ЛЮБЭ.
- В фильме «Крысы, или Ночная мафия» (СССР, 1991) звучит песня «Атас» в исполнении Николая Расторгуева и группы ЛЮБЭ.
- В фильме «Мигранты» (СССР, 1991) звучит песня «Атас» в исполнении Николая Расторгуева и группы ЛЮБЭ.
- В фильме «Чужая игра» (Россия, 1992) звучит песня «Атас» в исполнении Николая Расторгуева и группы ЛЮБЭ.
- В фильме «Я сама» (Россия—Украина, 1993) звучит песня «Давай-наяривай» в исполнении Николая Расторгуева и группы ЛЮБЭ.
- В фильме «Рикошет» (Молдова—Россия, 1997) звучит песня «Комбат» в исполнении Николая Расторгуева и группы ЛЮБЭ.
- В фильме «Горячая точка» (Россия, 1998) звучит песня «Граница» в исполнении Николая Расторгуева.
- В фильме «На бойком месте» (Россия, 1998) звучит песня «Запрягай» в исполнении Николая Расторгуева и группы ЛЮБЭ, а также ряд других песен в исполнении Николая Расторгуева.
- В первом сезоне сериала «Каменская» (Россия, 1999—2000) звучит песня «Такая работа» в исполнении Николая Расторгуева.
- В сериале «Убойная сила» (Россия, 2000—2005) звучат песни «Позови меня тихо по имени» и «Прорвёмся, опера!» в исполнении Николая Расторгуева и группы ЛЮБЭ. В серии «Дачный сезон» (2 сезон, 4 серия) звучит также песня «Футбол».
- В сериале «Граница. Таёжный роман» (Россия, 2000) и в его полнометражной версии звучит песня «Ты неси меня, река» («Краса») в исполнении Игоря Матвиенко и группы ЛЮБЭ.[7]
- В фильме «Чек» (Россия, 2000) звучит песня «Атас» в исполнении Николая Расторгуева и группы ЛЮБЭ.
- В сериале «Саломея» (Россия, 2001) звучит песня «Это было, было…» в исполнении Николая Расторгуева и группы ЛЮБЭ.
- В сериале «Спецназ» (Россия, 2001—2003) звучит песня «Давай за…» в исполнении Николая Расторгуева и группы ЛЮБЭ.
- В фильме «Династия полковника N» (Россия, 2001) звучит песня «Комбат» в исполнении Николая Расторгуева и группы ЛЮБЭ.
- В сериале «Next-3» (Россия, 2003) звучит песня «Я не подарю тебе» в исполнении Николая Расторгуева и группы «Белый Острог».
- В сериале «Участок» (Россия, 2003) звучит песня «Берёзы» в исполнении Николая Расторгуева, Сергея Безрукова и группы ЛЮБЭ.
- В сериале «Гибель Империи» (Россия, 2005) звучит песня «Сестра» в исполнении Николая Расторгуева и группы ЛЮБЭ.
- В сериале «Лебединый рай» (Россия, 2005) звучит песня «Лебединый рай» в исполнении Николая Расторгуева.
- В сериале «Свой человек» (Россия, 2005) звучит песня «Позови меня тихо по имени» в исполнении Николая Расторгуева и группы ЛЮБЭ.
- В мультфильме «Князь Владимир» (Россия, 2006) звучат песни «Может знает лес», «Варяжская», «Пёрышко», «Рождение любви» в исполнении Николая Расторгуева и Натальи Княжинской.
- В сериале «Заколдованный участок» (Россия, 2006) звучит песня «Берёзы» в исполнении Николая Расторгуева, Сергея Безрукова и группы ЛЮБЭ.
- В фильме «Русская жертва» (Россия, 2008) звучит оригинальная музыка бас-гитариста группы ЛЮБЭ Павла Усанова.
- В фильме «Господа офицеры. Спасти императора» (Россия, 2008) звучит песня «Русским Героям посвящается…» в исполнении Николая Расторгуева.
- В фильме «Адмиралъ» (Россия, 2008) звучит песня «Мой адмирал» в исполнении Николая Расторгуева, Виктории Дайнеко и группы ЛЮБЭ.
- В фильме «Каникулы строгого режима» (Россия, 2009) звучит песня «А заря» в исполнении Николая Расторгуева, Сергея Безрукова, Дмитрия Дюжева и группы ЛЮБЭ.
- В сериале «Маршрут милосердия» (Россия, 2010) звучит песня «Дороги разлуки» в исполнении Николая Расторгуева.
- В сериале «Семейный детектив» (Россия, 2011—2013) звучит песня «Другая жизнь» в исполнении Николая Расторгуева.
- В сериале «Пыльная работа» (Россия, 2011—2014) звучит песня «Пыльная работа» в исполнении Николая Расторгуева.
- В фильме «Август. Восьмого» (Россия, 2012) звучит песня «Просто любовь» в исполнении Николая Расторгуева, групп ЛЮБЭ и «Корни».
- В сериале «Опережая выстрел» (Россия, 2012) звучит песня «Берёзы» в исполнении Николая Расторгуева и группы ЛЮБЭ.
- В сериале «Уходящая натура» (Россия, 2014) звучит песня «Всё зависит от Бога и немного от нас» в исполнении Николая Расторгуева и группы ЛЮБЭ.
- В сериале «Такая работа» (Россия, 2014—2016) звучит песня «Такая работа» в исполнении Николая Расторгуева.
- В фильме «А зори здесь тихие» (Россия, 2015) звучит песня «А зори здесь тихие» в исполнении Николая Расторгуева, группы ЛЮБЭ и ансамбля «Альфа».[7]
- В сериале «Адаптация» (Россия, 2017) звучит песня «Не валяй дурака, Америка!» в исполнении Николая Расторгуева и группы ЛЮБЭ.
- В сериале «Безопасность» (Россия, 2017) звучит песня «За тебя, Родина-мать!» в исполнении Светланы «Аи» Назаренко, Николая Расторгуева и группы ЛЮБЭ.
- «А река течет» – дуэт Николая Расторгуева и актера Сергея Бурунова. Композиция стала саундтреком к фильму «Родные»[7]

## Видеоклипы
- 1989 — Клетки
- 1992 — Не валяй дурака, Америка! (режиссёр — Сергей Баженов)
- 1994 — Конь (с концерта)
- 1994 — Луна
- 1994 — На воле
- 1994 — Давай-наяривай
- 1997 — Там за туманами (режиссёр — Олег Гусев)
- 1997 — Ребята с нашего двора (режиссёр — Артём Михалков)
- 1997 — Ребята с нашего двора (кадры хроники) (режиссёр — Артём Михалков)
- 1999 — Прорвёмся! (режиссёр — Василий Бледнов)
- 2000 — Солдат (режиссёр — Максим Осадчий)
- 2001 — Ветер-ветерок
- 2002 — Давай за… (режиссёр — Василий Бледнов)
- 2003 — Давай за… (в студии) (режиссёр — Василий Бледнов)
- 2003 — Берёзы (Николай Расторгуев и Сергей Безруков) (режиссёр — Василий Бледнов)
- 2004 — По высокой траве («Любэ» и офицеры группы «Альфа») (режиссёр — Олег Гусев)
- 2008 — Сталевары России
- 2009 — А заря (Николай Расторгуев, Сергей Безруков и Дмитрий Дюжев) (режиссёр — Игорь Волошин)
- 2012 — Просто любовь («Любэ», «Корни» и «In2nation») (режиссёр — Дмитрий Киселёв)
- 2014 — Все зависит от Бога и немного от нас
- 2015 — А зори здесь тихие, тихие
- 2019  — По мосту